# Castell Jósika
El castell Jósika ['yɔ: şikɔ ] és un edifici de poca alçada a la riba esquerra del riu Someș i forma part d'un domini conjuntament amb i una cripta construïda sobre un escarpat penya-segat a l'entrada de Jibou al poble de Surduc, comtat de Sălaj (Romania).
La cripta, coneguda localment com a "cripta del Baró" (en romanès: Cripta baronului), es va construir el 1825, en memòria del pare de Miklós Jósika que va morir un any abans. A la façana es pot llegir "Parenti optimo pietas proculium posuit ano. MDCCCXXVII-mo", una inscripció executada el 1828 per Hirschfeld Friedrich, un escultor nascut a Debrecen.
Aquí hi va viure i treballar des del 1824 fins al 1853 l'escriptor Miklós Jósika, fundador de la novel·la romàntica hongaresa. Entre les parets del castell, va escriure la novel·la històrica "Abafi", comparant el seu estil amb Walter Scott. Els membres de la família Jósika, originària del nord de l'actual comtat de Hunedoara, van contribuir significativament a l'ascens i l'aspecte final del castell.
És important des d'una perspectiva històrica, perquè aquí el príncep de Transsilvània Francesc II Rákóczi va servir un darrer dinar amb Csáky István abans de la batalla de Zsibó (avui Jibou) del 15 de novembre de 1705, perduda contra l'exèrcit imperial austríac dirigit pel general Ludwig von Herbeville.
El castell s'inclou a la Llista de monuments històrics elaborada pel Ministeri de Cultura com a monument d'importància local.

## Història

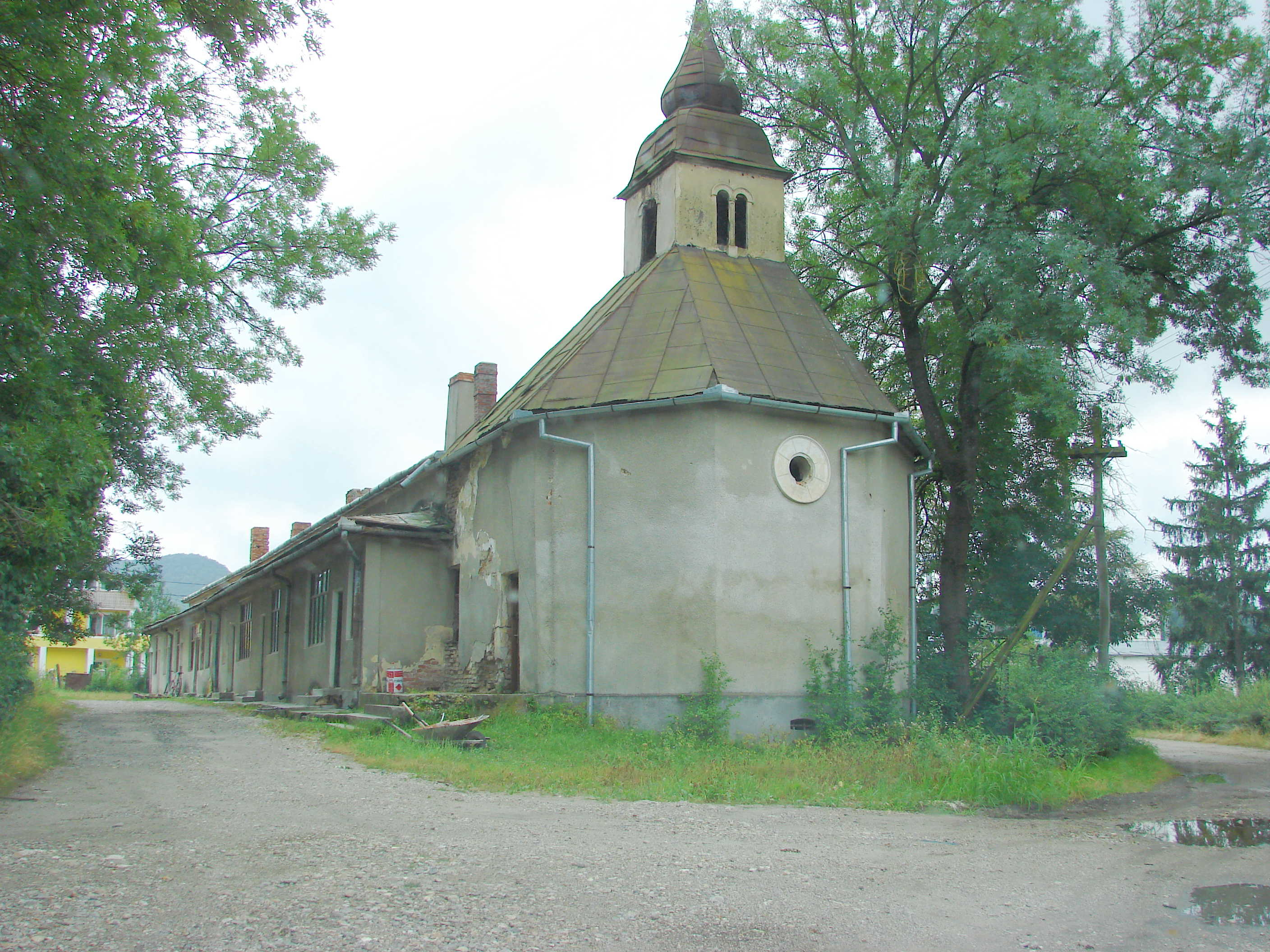
L'església barroca del carreró principal

Al segle xvii, Surduc i, per tant, la mansió, eren propietat de la família Csáky. De la seva mansió construïda al mig d'un parc no s'ha conservat sinó la casa dels criats. La mansió es va convertir en castell probablement al segle xviii, perquè a principis del segle xix l'edifici ja està registrat com a castell. El 1810 passa a ser propietat de la família Jósika.
L'àvia materna de l'escriptor hongarès Miklós Jósika era descendent de la família Csáky. Un inventari del 1854 registra un edifici format per 17 habitacions, incloent-hi el despatx de l'escriptor i una capella. El castell va ser construït amb pedra de la castra romana de Tihău.
El castell tenia un parc on posteriorment es van trobar diverses fonts i una estàtua de Maria Teresa. Els lleons de pedra del parc van ser enviats al castell Wesselényi de Jibou als anys setanta. Al carreró principal hi ha una església barroca i el saló principal del castell estava ple de quadres remarcables. Els mobles van ser tallats a mà i els llums d'aranya sorpresos per l'elegància i el refinament.
La instauració del règim comunista a Romania va comportar la transformació del castell en la seu de l'Estació de Mecanització de l'Agricultura. Moltes peces valuoses aquí han desaparegut o han estat destruïdes.

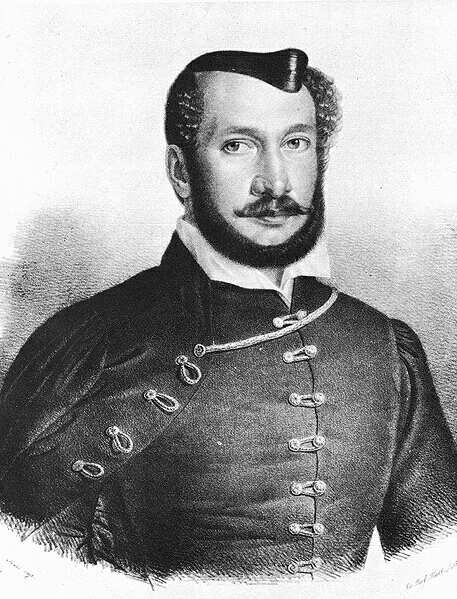
Miklós Jósika, escriptor hongarès nascut a Turda

miniatura